# Culbert Olson
Pour les articles homonymes, voir Olson.
Culbert Levy Olson (7 novembre 1876 – 13 avril 1962) est un homme politique américain membre du Parti démocrate. Il est le 29e gouverneur de Californie de 1939 à 1943.

## Biographie

### Jeunesse et études
Culbert Olson est né dans l'Utah, à Filmore, de Daniel Olson et Delilah King. Sa mère est une suffragette et est la première femme officiellement élue dans l'Utah. Bien que ses deux parents soient mormons, il doute rapidement de l'existence de Dieu et devient athée.
Ayant quitté l'école à 14 ans, il travaille quelque temps comme opérateur de télégraphe avant de reprendre sa formation à la Brigham Young University où il étudie le droit et le journalisme. Diplômé en 1895, il entame une carrière de journaliste au Ogden Standard-Examiner et fait ouvertement campagne pour le candidat démocrate William Jennings Bryan lors des élections présidentielle de 1896.
Après les élections, il part étudier le droit, dans un premier temps à l'Université du Michigan puis à Washington où il exerce parallèlement une fonction de correspondant de presse auprès du Congrès des États-Unis. Il est finalement admis au barreau de l'Utah en 1901.

### Carrière professionnelle
Culbert Olson s'installe comme avocat à Salt Lake City et se fait connaître en défendant des syndicalistes et des hommes politiques progressistes. Il est élu au Sénat de l'Utah en 1916, et au cours de ses 4 ans de mandat, il milite pour la fin du travail des enfants, la garantie des pensions de retraites et le renforcement du contrôle gouvernemental sur les travaux publics.
N'ayant pas sollicité le renouvellement de son siège au sénat de l'état en 1920, Culbert Olson s'installe comme avocat à Los Angeles. Il ne renonce pas pour autant à l'action politique et on le voit faire activement campagne en faveur du candidat du Parti progressiste, Robert M. La Follette, aux élections présidentielles de 1924, puis en faveur de Franklin D. Roosevelt aux élections de 1932.
En 1934, il fait campagne pour Upton Sinclair qui se présente au poste de gouverneur, soutient son mouvement End Poverty in California et se présente au Sénat de l'état où il est élu. Il se montre alors un soutien actif à la politique de New Deal de Roosevelt.
Fort du soutien du Président Roosevelt, il se présente au poste de gouverneur de Californie en 1938 et devient le premier démocrate à remporter cette élection depuis James Herbert Budd en 1894.

### Gouverneur de Californie
Culbert Olson est investi comme 29e gouverneur de Californie le 2 janvier 1939 et refuse de déclamer la formule so help me God (que Dieu me vienne en aide) lors de sa prestation de serment.
Il se démarque rapidement de l'attitude de son prédécesseur envers les syndicats avec qui il entretient de bonnes relations. Sur ce plan, il se fait remarquer par la grâce qu'il accorde à Thomas Mooney et Warren Billings, deux syndicalistes condamnés pour un attentat à la bombe commis le 2 juillet 1916 et dont la culpabilité a été historiquement remise en cause.
Ses rapports avec le Congrès de Californie sont tendus, la Chambre Basse est en effet tenue par des démocrates conservateurs alors que le Sénat a une majorité républicaine. Ainsi, alors qu'il se montre critique envers le rôle joué par l'Église catholique romaine dans l'éducation, le congrès adopte deux lois pour la soutenir.
Avec l'entrée en guerre des États-Unis, le président Roosevelt adopte le Décret présidentiel 9066 qui permet d'incarcérer dans des camps d'internement les américains d'origine japonaise. Culbert Olson soutient la mesure.
Aux élections de 1942, les républicains présentent contre lui un modéré, Earl Warren, et font campagne en l'accusant, en temps de guerre, de mener une politique partisane en lieu et place d'une politique d'union nationale. Il est assez largement battu.